# Kamiki Ryūnosuke
Kamiki Ryūnosuke (神木 隆之介 (Thần Mộc Long Chi Giới) sinh ngày 19 tháng 5 năm 1993 tại Fujimi, Saitama) là một diễn viên và diễn viên lồng tiếng Nhật Bản, từng trực thuộc quản lý của công ty Amuse. Vào năm 2021, anh và Satoh Takeru đã cùng rời công ty và thành lập nên Co-Lavo. Tên thường được gọi là Ryu, Kami-chan,....

## Tiểu sử
Kamiki Ryunosuke sinh vào ngày 19 tháng 5 năm 1993 tại thành phố Fujimi, tỉnh Saitama. Kể từ khi sinh ra, Kamiki đã mắc một căn bệnh nặng khiến cho cơ thể anh bị ốm yếu, thậm chí các bác sĩ đã khẳng định khả năng được cứu sống chỉ là 1%. Khi lên hai tuổi, mẹ Kamiki đã gửi anh tới Trung tâm năng khiếu trẻ em Central Group Anh từng nói: "Khi tôi vừa sinh ra, tình trạng cơ thể rất nguy kịch. Vậy mà kỳ tích xuất hiện đã cứu lấy tôi. Có đôi lúc tôi nghĩ rằng, tại sao mình lại có thể sống? Khi tôi vừa ngẫm ra, cũng là lúc tôi đang diễn xuất. Mẹ tôi vì muốn lưu giữ lại những ký ức về tôi nên mới cho tôi tham gia diễn xuất". Năm 1995, anh bắt đầu xuất hiện với công chúng với vai trò diễn viên nhí.
Kamiki không chỉ là một diễn viên thực lực, anh còn là một seiyuu (diễn viên lồng tiếng) khá được Ghibli Studios ưu ái. Những bộ phim của Miyazaki Hayao mà cậu từng góp giọng có Sen và Chihiro ở thế giới thần bí (2001), Lâu đài bay của pháp sư Howl (2004) và Thế giới bí mật của Arrietty (2010). 2 bộ phim hoạt hình khác mà Kamiki tham gia lồng tiếng cũng rất nổi tiếng tại Việt Nam là Doraemon: Chú Khủng long của Nobita 2006 (giọng khủng long Pi-suke) và Summer Wars 2009 (vai nam chính).

## Các tác phẩm đã tham gia

### Phim truyền hình
- - Ranman (NHK, 2023) vai Mantaro Makino
  - Nếu vợ tôi biến thành học sinh tiểu học | Tsuma, Shougakusei ni Naru (TBS, 2022) vai Yuri Koga
  - Kamiki Ryunosuke no Satsukyu (WOWOW, 2022)
  - Konto ga Hajimaru (NTV, 2021) vai Asabuki Shunta
  - Ojisama to Neko ( TV Tokyo-Paravi, 2021) vai Fukumaru
  - Tetsu no Hone (WOWOW, 2020) vai Heita Tomishima
  - Shudan Sasen (TBS, 2019) vai Koji Takigawa
  - Idaten ~ Tokyo Olympic Hanashi (NHK taiga, 2019) vai Gorin
  - Shudan Sasen (TBS, 2019) vai Takigawa Kouji
  - Yake ni ben no tatsu bengoshi ga gakkou hoeru (NHK, 2018)
  - Keiji Yugami (Fuji TV, 2017) vai Torao Hanyu
  - Samurai Sensei (TV Asahi, 2015) vai Ryoma Sakamoto
  - Gakkou no Kaidan vai Kei Shizukui (NTV, 2015)
  - Oyaji no Senaka vai Tatsuya Shinshiro(TBS, 2014, ep9)
  - Henshin vai Junichi Naruse (WOWOW, 2014)
  - Kindaichi Shonen no Jikenbo N (neo) vai Kurasawa Hikaru (ep1)(2014)
  - Toki wa Tachidomaranai vai Mitsuhiko (TV Asahi, 2014)
  - Keizoku 2: SPEC~Rei vai Ninomae Juichi (TBS, 2013)
  - Kazoku Game vai Numata Shinichi (Fuji TV, 2013)
  - Kogure Shashinkan (NHK, 2013)
  - Blackboard vai Omiya Masaki (TBS, 2012)
  - Keizoku 2: SPEC~Shou vai Ninomae Juichi (TBS, 2012)
  - Taira no Kiyomori (NHK taiga, 2012)
  - 11 Nin mo Iru! (TV Asahi, 2011) vai Sanada Kazuo
  - Kokosei Restaurant (NTV, 2011)
  - Keizoku 2: SPEC vai Ninomae Juichi (TBS, 2010)
  - Bloody Monday 2 vai Hornet (TBS, 2010)
  - Akahana no Sensei (NTV, 2009)
  - Kaze no Garden (Fuji TV, 2008)
  - Tantei Gakuen Q vai Kyuu (NTV, 2007)
  - Dondo Hare (NHK asadora, 2007)
  - Ruri no Shima SP (NTV, 2007) vai Miyahara Shion
  - Tokyo Tower ~Okan to Boku to Tokidoki Oton~ (Fuji TV, 2006)
  - Tantei Gakuen Q Special vai Kyuu (NTV, 2006)
  - The Life Heritage (NTV, 2005)
  - Aikurushii (TBS, 2005)
  - Yoshitsune (NHK, 2005)
  - Renai Shousetsu (WOWOW, 2004)
  - Honto ni Atta Kowai Hanashi Shinya no Kyozo (Fuji TV, 2004, ep1)
  - Ooku 3 (Fuji TV, 2003)
  - Dr. Koto Shinryojo (Fuji TV, 2003, ep5-7)
  - Boku no Mahou Tsukai (NTV, 2003, ep2)
  - Psycho Doctor (NTV, 2002)
  - Tantei Kazoku (NTV, 2002)
  - Wedding Planner (Fuji TV, 2002)
  - Omiya (NHK, 2002)
  - Mukodono! (Fuji TV, 2001)
  - Kamen Rider Agito (TV Asahi, 2001)
  - Namida wo Fuite (Fuji TV, 2000) vai Fujigami Ryota
  - Kasouken no Onna (TV Asahi, 2000, guest)
  - Aoi Tokugawa Sandai (NHK taiga, 2000)
  - Quiz (TBS, 2000)
  - Good News (TBS, 1999)

### Phim điện ảnh
- - Godzilla minus one (2023) vai Shikishima Koichi
  - Lãnh chúa phá sản | Daimyo Tousan (2023) vai Koshiro Matsudaira
  - Ghost Book | Ghost Book: Obake Zukan (2022)
  - XXXHOLiC (2022) vai Kimihiro Watanuki
  - Noise (2022) vai Shinichiro Moriya
  - Rurouni Kenshin: The Final | Rurouni Kenshin Saishusho The Final (2021) vai Soujiro Seta
  - Last Letter (2020)
  - Shijinsou no Satsujin (2019)
  - Fortuna no Hitomi (2019) vai Kiyama Shinichi
  - Chigasaki Monogatari: My Little Hometown (2017) as Junichi Miyaji (thời trẻ)
  - JoJo's Bizarre Adventure: Diamond is Unbreakable (2017) as Koichi Hirose
  - San gatsu no Lion Kohen (2017) as Rei Kiriyama
  - San gatsu no Lion Zenpen (2017) as Rei Kiriyama
  - Taiyou - Thái Dương (2016)
  - Too Young To Die (2016)
  - Bakuman (2015)
  - Poison Berry in My Brain (2015) as Ishibashi Lạc Quan (một char trong não bộ của Ichiko)
  - Kamisama no Iutoori (2014) as Amaya Takeru
  - Rurouni Kenshin III: Densetsu no Saigo hen as Seta Soujiro (2014)
  - Rurouni Kenshin II: Kyoto Taika hen as Seta Soujiro (2014)
  - SPEC: Close~Progress version (2013)
  - SPEC: Close~Crisscross version (2013)
  - Kirishima, Bukatsu Yamerutteyo (2012)
  - SPEC~Ten (2012)
  - Kokoro no Ito (NHK, 2010) as Nagakura Akihiko
  - The Game (2009)
  - 20th Century Boys 3: Redemption (2009)
  - Little DJ~Chiisana Koi no Monogatari (2007) as Taro Takano
  - Tooku no Sora ni Kieta (2007)
  - Dai-Nipponjin (2007)
  - Yokai Daisensou (2005)
  - Zoo (2005)
  - Survive Style 5+ (2004)
  - Install (2004)
  - Otousan no Backdrop / Backdrop del mio Papa (2004)
  - Bayside Shakedown 2: Save the Rainbow Bridge (2003)
  - Rockers (2003)

### Phim hoạt hình
- Spirited Away (2001): Boh
- Phim hoạt hình Pháp Kirikou (2003): lồng tiếng bản tiếng Nhật
- Howl’s Moving Castle (2004): Markl
- Moi César, 10 Ans 1/2, 1m39 (2005): Cesar
- March of the Penguins (2005): Giọng chú chim cánh cụt
- Hoshi wo katta hi (2006): Nona
- Doraemon: Nobita’s Dinosaur (2006): Giọng chú khủng long Pisuke
- Piano no Mori - The Perfect World of Kai (2007)
- Karigurashi no Arrietty (2010): Sho
- Summer Wars (2009): Kenji Koiso
- The Princess and the Pilot: Charles Karino (2011)
- Kimi no Nawa - Tachibana Taki (2016)
- Mary và đóa hoa phù thủy - Peter (2017)

## Giải thưởng
- - 14th Japan Movie Critics Award: Diễn viên mới xuất sắc nhất với Otousan no Backdrop
  - 29th Japan Academy Awards: Diễn viên mới xuất sắc nhất với Yokai Daisensou
  - 23th TVLIFE Nenkan Dorama Taishou: Diễn viên phụ xuất sắc nhất với Kazoku Game
  - 77th Television Drama Academy Awards: Diễn viên phụ xuất sắc nhất với Kazoku Game
  - 17th Nikkan Sports Drama Grand Prix (Apr-Jun 2013): Diễn viên phụ xuất sắc nhất với Kazoku Game
  - 51st Monte-Carlo TV Festival 2011: (Nominated) Outstanding Actor in TV Films for Threads of Our Hearts (Kokoro no Ito)
  - 2015 Seoul International Drama Awards: Yahoo! People's Choice - Ngôi sao Châu Á / Netizen Popularity Award
  - 4th Tama Eiga Awards: Diễn viên mới xuất sắc nhất với Kirishima, Bukatsu Yamerutte yo và SPEC TEN
  - 11th Seiyuu Awards: Nam diễn viên chính xuất sắc nhất với Kimi no Nawa
  - 10th Drama Confidence Awards: Nam diễn viên phụ xuất sắc nhất với Keiji Yugami